# Salvo (album van Navarone)
Salvo is het vierde studioalbum van de Nederlandse rockband Navarone. Deze band is afkomstig uit Nijmegen en is opgericht in 2008. Navarone heeft in het seizoen 2018 – 2019 als eerste band deelgenomen aan de talentenjacht The Voice of Holland. Ze hebben de finale van dat programma behaald. 

## Muziek
De band speelt hoofdzakelijk een combinatie van stevige rocksongs, stonerrock en grunge. Het album opent met het oppeppende nummer The Strong Survive. Halverwege het funky rocknummer Reset wordt er wat gas teruggenomen, maar na een poosje wordt het gaspedaal weer hard ingedrukt.  De zang en gitaarriff van Cerberus doen denken aan Led Zeppelin. Fire is een rockballad met melodieuze stukken en Who are you is een up-tempo afsluiter. 

### Tracklist
1. The strong survive – 2:54
2. Reset – 3:09
3. Waste – 4:21
4. Cerberus – 4:34
5. SøReal – 4:15
6. Surrender – 3:54
7. Fire 5:24
8. Another way – 4:59
9. Mind’s eye – 4:33
10. Who are you – 3:05

## Muzikanten
- Merijn van Haren (zanger)
- Robin Assen (drummer)
- Kees Lewiszong (solo gitarist)
- Roman Huijbreghs (ritmegitarist/zanger)
- Bram Versteeg (basgitarist)

De band bestaat al sinds de oprichting in 2008 uit deze vaste bezetting. 

## Productie
Dit album is geproduceerd door Joost van den Broek, die heeft gespeeld in de band After Forever en ook de Symfonische metal bands Epica en  ReVamp heeft geproduceerd.  De plaat is opgenomen in de Sandlane Recording Facilities in Rijen (Noord-Brabant). In die studio zijn ook albums opgenomen van Ayreon (Arjen Lucassen), Hadewych Minis en Ellen ten Damme.
Het album is grotendeels live opgenomen in de studio. De band nam vrijwel iedere dag een nummer op, zodat het album binnen enkele weken gereed was. 

## Diversen
Het album Salvo kwam een week in de Nederlandse Album Top 100 en behaalde # 26. Er zijn twee nummers van dit album op single verschenen: Cerberus en The Strong Survive. Deze singles hebben de hitlijsten niet gehaald. 
De band neemt in het seizoen 2018-2019 deel aan de talentenjacht The Voice of Holland van RTL 4. Ze weten de eerste rondes te overleven. 
De naam Navarone is genoemd naar de film The Guns of Navarone uit 1961 (onder regie van J. Lee Thompson en met o.a. Anthony Quinn en Gregory Peck). 